# Mircea C. A. Rosetti
Mircea C. A. Rosetti (París, 1850-Bucarest, 1882) fue un escritor rumano.

## Biografía
Hijo mayor de Constantin Alexandru Rosetti, nació en París en 1850. Tras sufrir un accidente de carruaje cuando tenía cuatro años, se habría visto afectado por una grave enfermedad estomacal. Publicó numerosos escritos, algunos en francés y otros en rumano. Entre ellos pueden mencionarse Spovedania unei murinde, Anul nou, O româncă, Bălanul, Prietenul meu Ion, Zinca, Prima ciocnire, 14 Iulie al mamei Bernard, Lacrimi de mamă, Cărmuiţi şi carmnilori, Ștăpânil noştri chistes políticos, e Inamovibilitatea magistraturei. Demócrata avanzado, participó en los movimientos sociales de la juventud escolar en Francia e Italia. Falleció en Bucarest en 1882.